# Ашер (Шер)
Аше́р (фр. Achères) — коммуна во Франции, находится в регионе Центр. Департамент — Шер. Входит в состав кантона Анришмон. Округ коммуны — Бурж.
Код INSEE коммуны — 18001.
Коммуна расположена приблизительно в 180 км к югу от Парижа, в 85 км юго-восточнее Орлеана, в 22 км к северу от Буржа.

## Население
Население коммуны на 2008 год составляло 350 человек.
| 1962 | 1968 | 1975 | 1982 | 1990 | 1999 | 2008 |
| ---- | ---- | ---- | ---- | ---- | ---- | ---- |
| 216  | 265  | 227  | 273  | 335  | 354  | 350  |

## Администрация
| Период | Период | Фамилия      | Партия | Примечания |
| ------ | ------ | ------------ | ------ | ---------- |
| 2001   | 2008   | Жорж Тома    |        |            |
| 2008   | 2014   | Андре Жуанен |        |            |

## Экономика

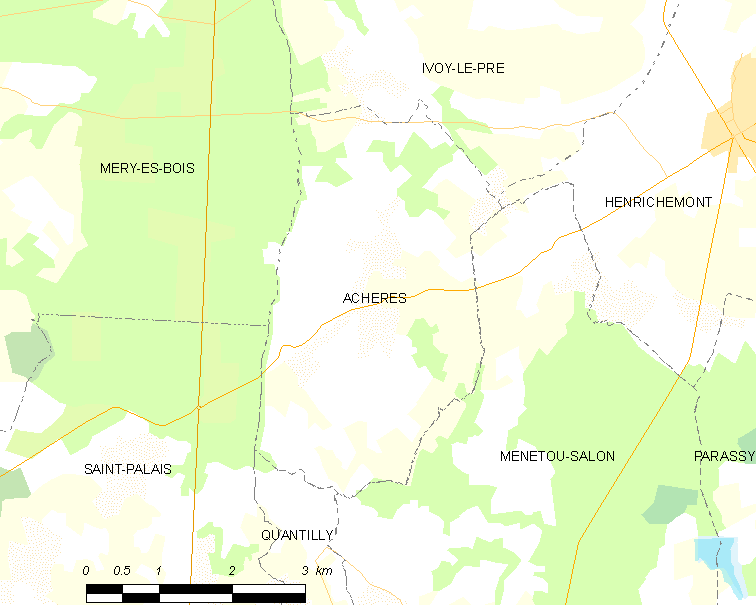
Карта коммуны

В 2007 году среди 235 человек в трудоспособном возрасте (15-64 лет) 172 были экономически активными, 63 — неактивными (показатель активности — 73,2 %, в 1999 году было 69,9 %). Из 172 активных работали 160 человек (85 мужчин и 75 женщин), безработных было 12 (5 мужчин и 7 женщин). Среди 63 неактивных 16 человек были учениками или студентами, 22 — пенсионерами, 25 были неактивными по другим причинам.

## Достопримечательности
- Приходская церковь Нотр-Дам (XII век). Исторический памятник с 1987 года[3]